# Richard Zenke
Richard Zenke (* 23. August 1901 in Rügenwalde; † 16. August 1980 in Hamm (Sieg)) war ein deutscher Kunstpädagoge, Maler und Illustrator.

## Leben
Zenke besuchte die Volks- und Mittelschule in Rügenwalde sowie das Realgymnasium in Kolberg. Anschließend absolvierte er das Lehrerseminar in Bütow, das er 1921 mit der Lehrerprüfung abschloss. Nach einigen Jahren im Schuldienst studierte er an der Kunsthochschule in Berlin. 1926 legte er die Prüfung für Zeichenlehrer für mittlere und höhere Schulen sowie Lehrerbildungsstätten ab und arbeitete anschließend bis 1935 als Zeichenlehrer an der Mittelschule in Schneidemühl. Neben seinem Lehrberuf schuf er sich bald einen Ruf als Kunstmaler und Buchillustrator. Zu seinen Hauptmotiven gehörten Fischerei und bäuerliches Leben sowie die Landschaften der See und ihres Hinterlands.
1935 wechselte Zenke als Zeichenlehrer an der Vorstädtischen Oberschule nach Königsberg i. Pr., zuletzt als Studienrat. Zugleich wurde er Fachberater für Kunst und Kunsterziehung der Stadt und Gaubearbeiter für Ostpreußen. Einen Ruf als Professor an die Lehrerhochschule in Elbing lehnte er ab. Während des Zweiten Weltkriegs wurde er unter anderem als Zeichenlehrer für Laien in Norwegen eingesetzt. Mit dem Vormarsch der Roten Armee in Ostpreußen flüchtete seine Familie nach Rügenwalde, Anfang März dann nach Mecklenburg, wohin auch Zenke selbst gelangte. Bis 1946 lebte er in Parchim. 1945 nahm er mit fünf Zeichnungen an der „Jahresschau 1945 der Kunstschaffenden aus Mecklenburg-Vorpommern“ in Schwerin teil.
Über einen Zwischenaufenthalt auf Norderney kam er 1949 ins pfälzische Kirchheimbolanden und wurde dort Studienrat am Nordpfalzgymnasium. 1953 erhielt er eine Stelle als Kunstlehrer am Theodor-Heuss-Gymnasium in Ludwigshafen am Rhein. Als Heim bezog er eine alte Holzbaracke am Rhein. 1967 schied er aus dem Schuldienst aus. Anfang 1968 zog die Familie nach Hamm an der Sieg.

## Familie
Verheiratet war Zenke mit Martha Jantz († 1985), der Tochter eines ebenfalls aus Rügenwalde stammenden Gendarmeriemeisters. Aus der Ehe gingen vier Kinder (Christiane, Dietrich, Wieland und Renate) hervor. Seine Tochter Renate Zenke-Mortensen war ebenfalls künstlerisch tätig.

## Buchillustrationen
- Karl Rosenow: Sagen des Kreises Schlawe (Rügenwalde 1921)
- Konrad Opitz: Mein Liedkamerad. Schulgesangbuch für die Volksschulen in Ost- u. Westpreußen (Halle 1936)